# 가리에촌
가리에촌(狩江村)은 에히메현 히가시우와군에 설치된 촌이다. 